# Балаганнах (Верхневилюйский улус)
Балаганна́х (якут. Балаҕаннаах) — село в Верхневилюйском улусе Якутии России. Административный центр и единственный населённый пункт Балаганнахского наслега.

## География
Село расположено на северо-западе региона, на расстоянии 22 км к северу от села Верхневилюйск, административного центра улуса, в пределах географической зоны таёжных лесов Вилюйского плато Среднесибирского плоскогорья. В черте села два естественных водоёма.

## История
Балаганнах известен с XVI века как стойбище эвенков.
Согласно Закону Республики Саха (Якутия) от 30 ноября 2004 года N 173-З N 353-III село возглавило образованное муниципальное образование Балаганнахский наслег.

## Население
| 2002 | 2010 | 2012 | 2013 | 2014 | 2015 | 2016 | 2017 | 2018 | 2019 | 2020 |
| ---- | ---- | ---- | ---- | ---- | ---- | ---- | ---- | ---- | ---- | ---- |
| 353  | ↘335 | ↘325 | ↘310 | ↘309 | ↘306 | ↘300 | →300 | ↗305 | ↘298 | ↘297 |
| 2021 |      |      |      |      |      |      |      |      |      |      |
| ↗300 |      |      |      |      |      |      |      |      |      |      |

Национальный состав
Согласно результатам переписи 2002 года, в национальной структуре населения якуты составляли 95 % от общей численности населения в 353 чел.

## Улицы
| - ул. Александра Жендринского, - ул. Бооро, - ул. Быччардаан, | - ул. Лекей, - ул. Руфа Кардашевского, - ул. Сээс Хаппытыана. |

## Экономика
Развито животноводство (мясо-молочное скотоводство).

## Инфраструктура
В селе действуют модульный завод по переработке молока и производству хлебобулочных изделий, средняя общеобразовательная школа, детский сад, клуб, учреждения здравоохранения и торговли.

## Транспорт
Просёлочная дорога с выездом на автодорогу федерального значения «Вилюй».